# Eidgenössisches Schützenfest

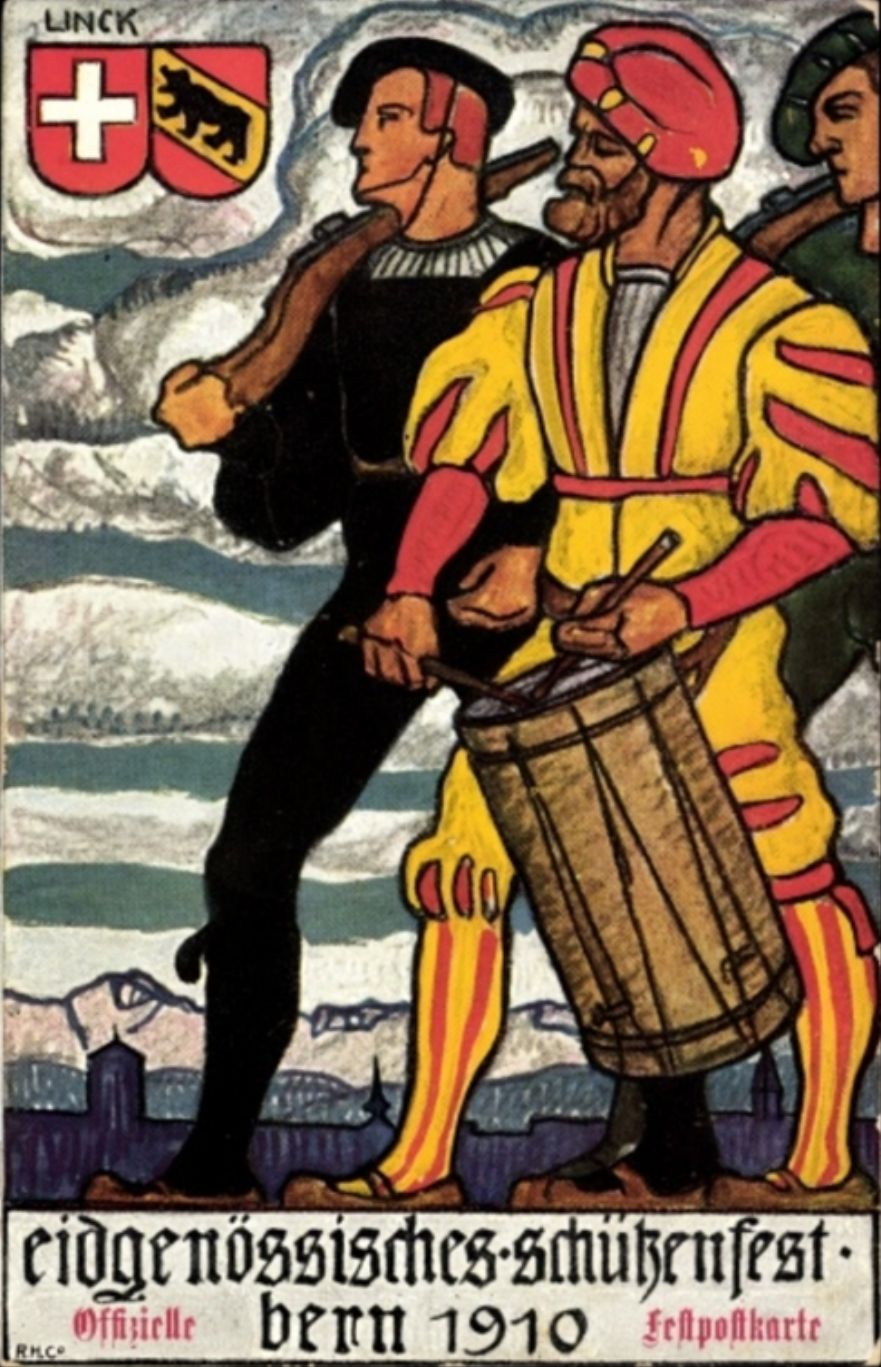
Eidgenössisches Schützenfest 1910 in Bern

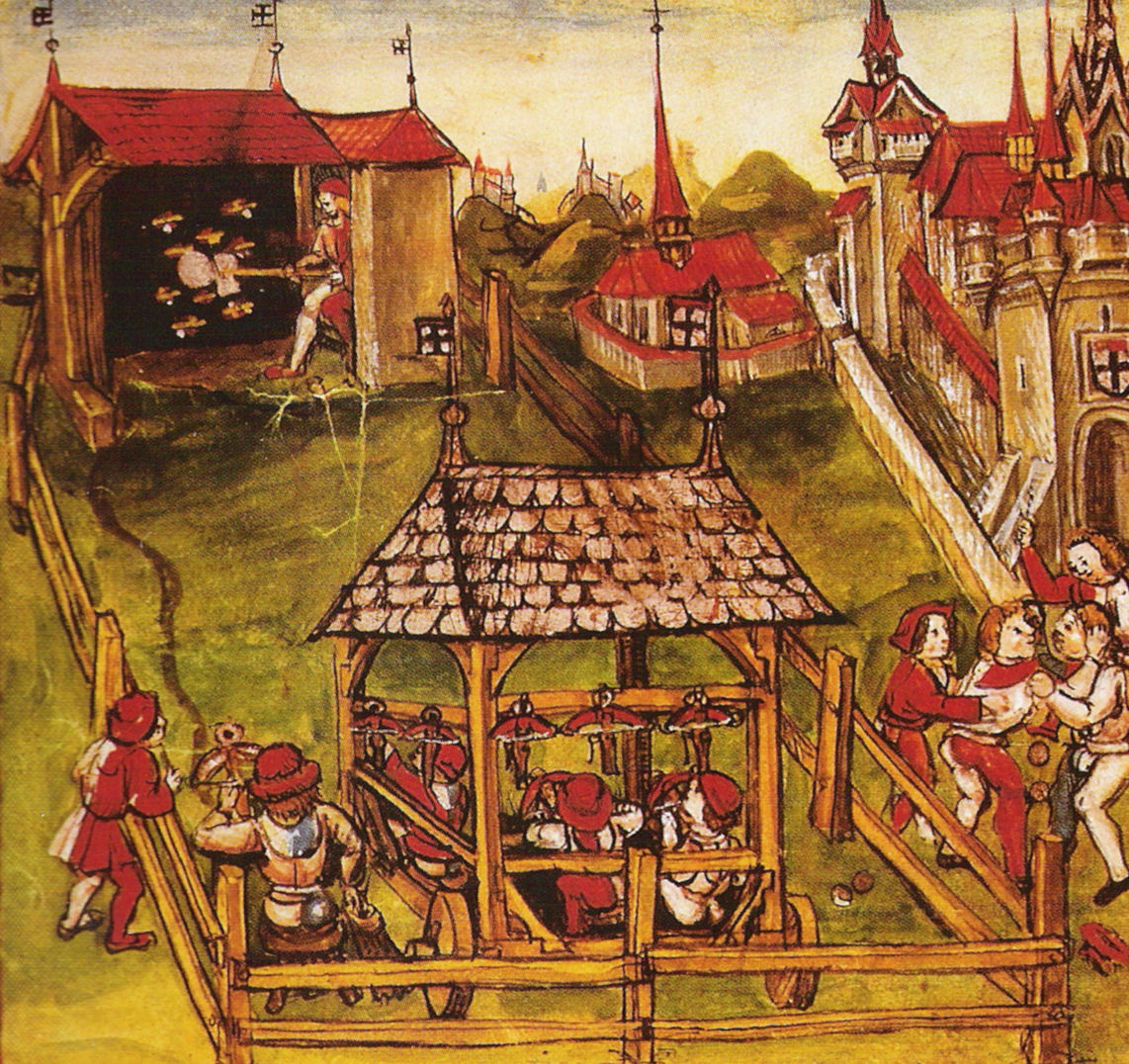
Diepold Schilling: Schützenfest in Konstanz von 1458

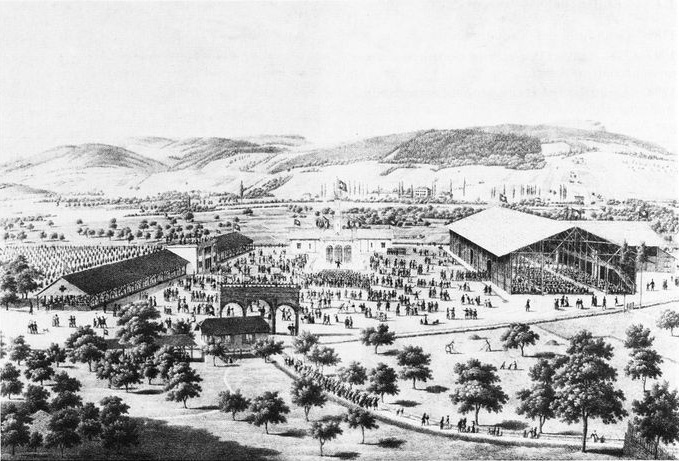
Eidgenössisches Schützenfest in Aarau 1849

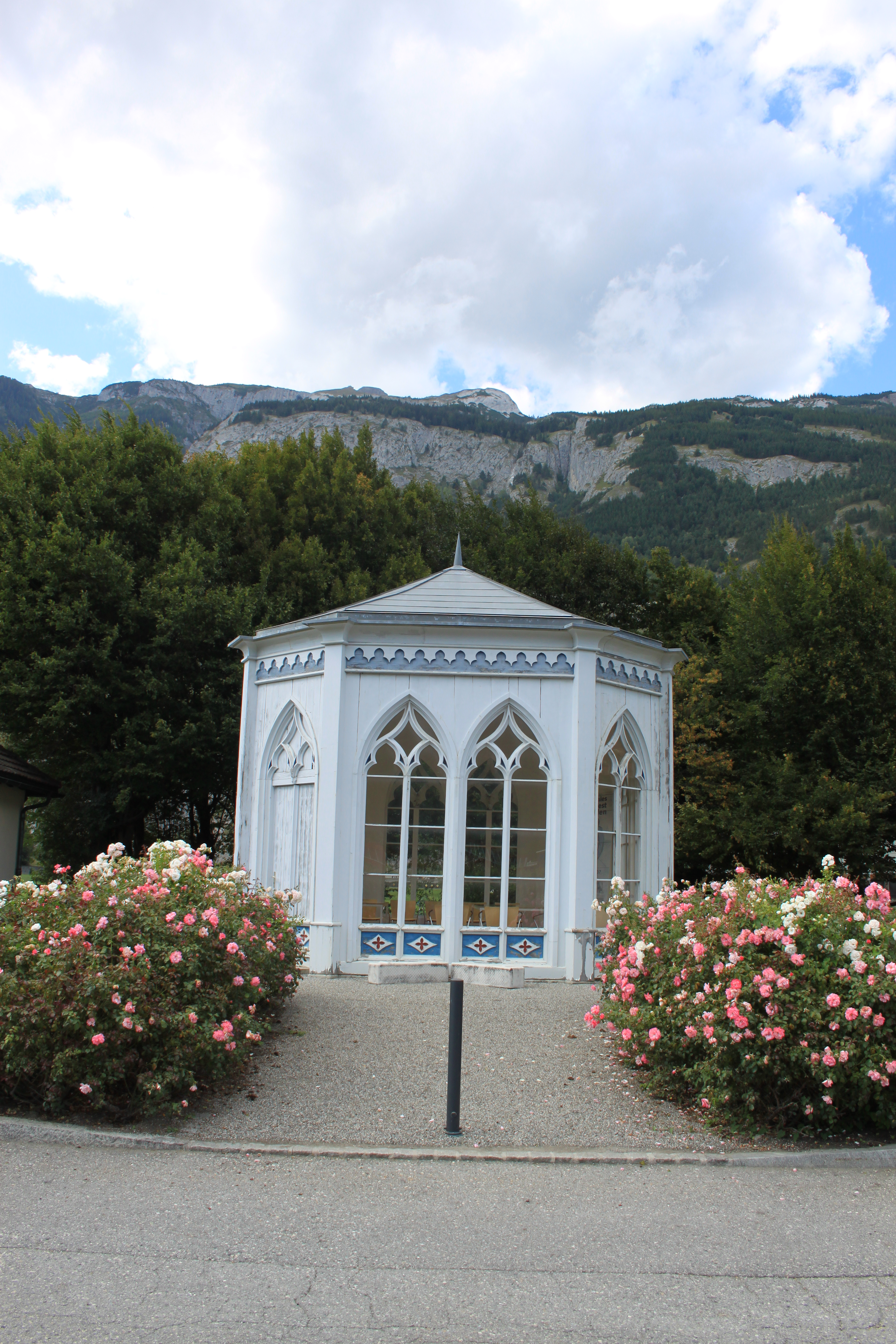
Gabentempel Eidgenössisches Schützenfest in Chur 1863

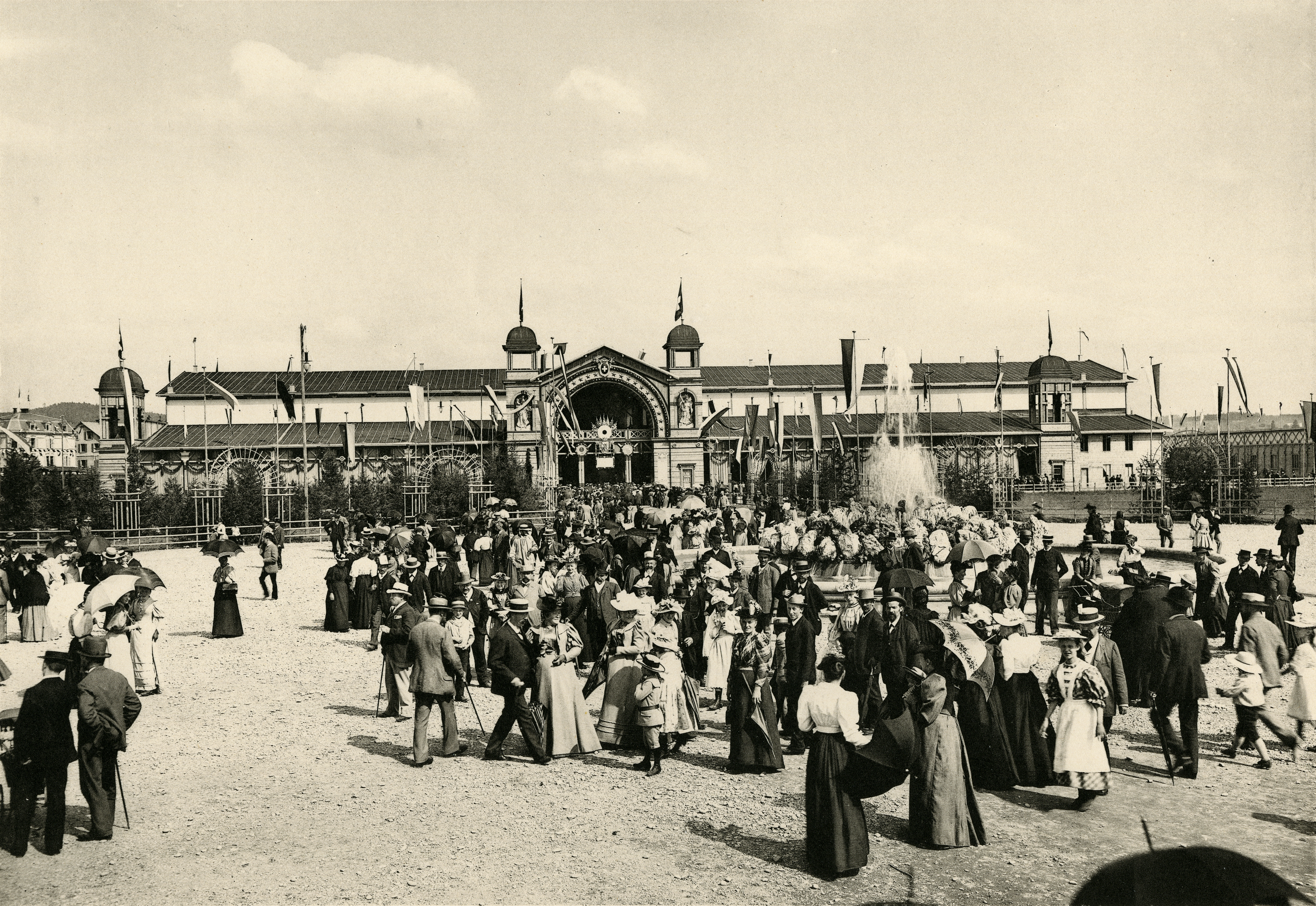
Festhütte des eidgenössischen Schützenfests 1895 in Winterthur

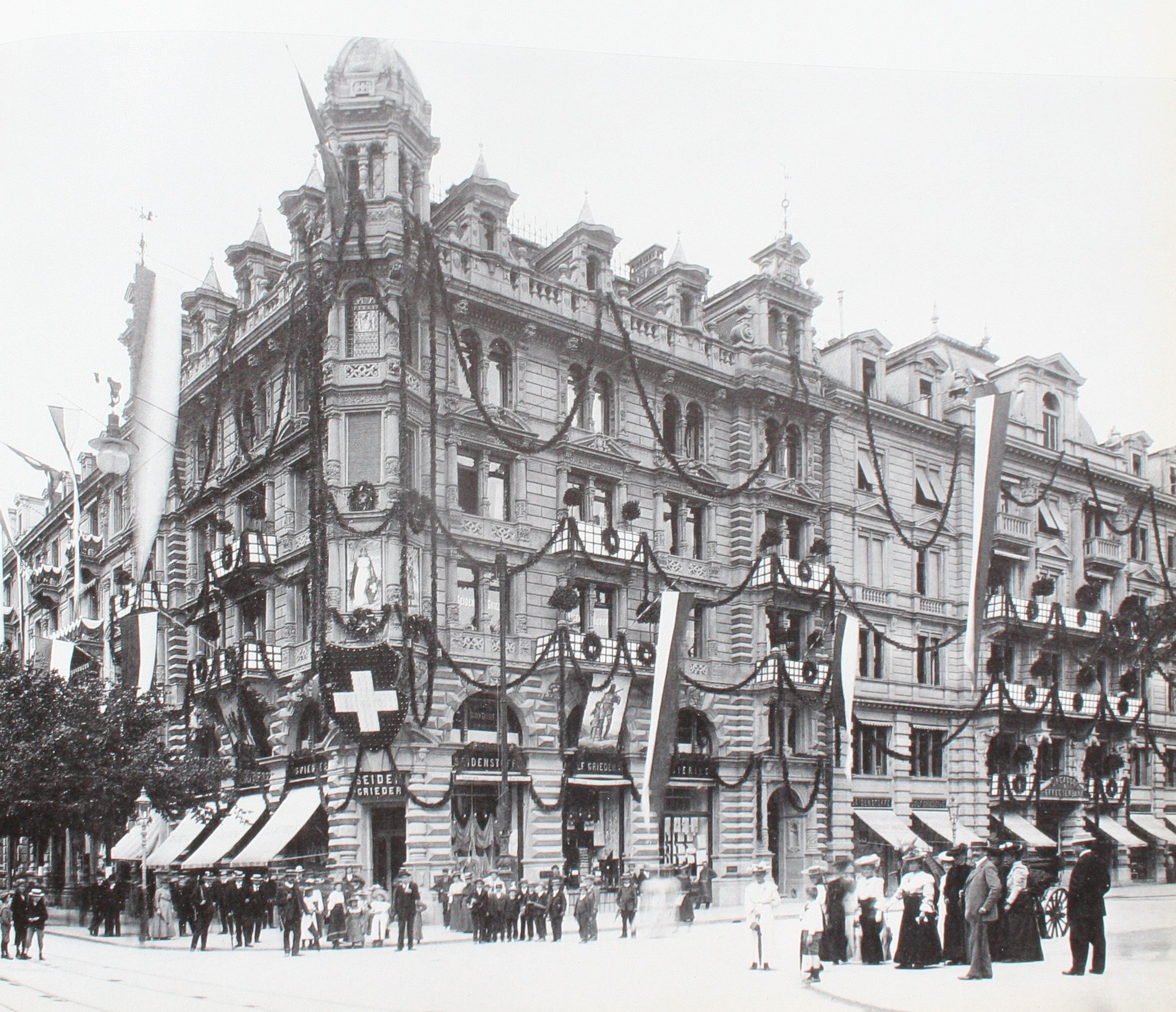
Haus zum Gryffenberg geschmückt zum Eidgenössischen Schützenfest von 1907 in Zürich

Das Eidgenössische Schützenfest (französisch Fête Fédérale de Tir, italienisch Festa tiro federale, rätoromanisch Festa federala da tir) gilt als eine der wichtigsten nationalen Veranstaltungen des modernen Bundesstaates und der modernen Demokratie in der Schweiz. Als Schützenfest spielte es beim Aufbau der Willensnation Schweiz eine tragende Rolle und ist für deren Zusammenhalt weiterhin von Bedeutung. Seine traditionellen Wurzeln sind eng mit der Alten Eidgenossenschaft und deren Bündnis- und Souveränitätsbestrebungen verknüpft.

## Geschichte
Das organisierte Schiesswesen in der Schweiz begann im 14. Jahrhundert, als das Schiessen als wichtiger Teil der Wehrhaftigkeit angesehen wurde und in den Städten sich Schützen in Gesellschaften zusammenschlossen. Diese Gesellschaften wurden von den Regierungen unterstützt. Die Wehrpflicht begann mit dem 16. Altersjahr. Der Waffenrodel von 1353 in Luzern weist auf das Bestehen einer organisierten Schützengesellschaft hin. In Bern wurden in der ältesten erhaltenen Stadtrechnung von 1375 Ausgaben für Schützen und ihre Ausrüstung verbucht. Freiburg besass in dieser Zeit Armbrustschützen, in Lausanne werden solche 1378 genannt und 1406 entstand in Neuenburg eine Schützengesellschaft. Im 15. und 16. Jahrhundert gab es in zahlreichen Ortschaften Schützengesellschaften, so in Aarau 1446, Rheinfelden 1460, Mellingen 1485, in Lenzburg, Zug, Brugg und Burgdorf. Genf hatte 1474 die drei Schützengesellschaften der Armbrust- und Bogenschützen und der Arkebusiere.
Im 15. Jahrhundert traten neben den Armbrust – oder Stachelschützen, die Büchsenschützen mit ihren Handrohren in Erscheinung. Um das Schiessen in der Eidgenossenschaft zu fördern, entrichteten die Obrigkeiten Gaben an die Schützen.
Die lokalen Schützengesellschaften wollten nicht nur ihre eigenen Gemeinschaften ertüchtigen, sondern man wollte sich zu eidgenössischen Wettkämpfen treffen und gemeineidgenössische Zusammengehörigkeit erfahren.
Schützenfeste begannen in der achtörtigen Eidgenossenschaft des 15. Jahrhunderts eine wichtige Rolle zu spielen. Die gemeinsamen Wettschiessen mit der Armbrust bildeten einen wesentlichen Beitrag zum Zusammenhalt der einzelnen Kantone. Nach dem Alten Zürichkrieg führte das Gesellenschiessen in Sursee von 1452 und die Strassburger Freischiessen – woran die Zürcher Hirsebreifahrt von 1456 erinnert – und die den Bund von 1588 zwischen Strassburg Zürich und Bern zur Folge hatten, zu einem Aufschwung. Das 15. Jahrhundert brachte die erste Schützenordnung und glänzende Feste, wie dasjenige von Zürich im Jahr 1504.
Der Beginn der Reformation entzweite die verschiedenen Orte der Eidgenossenschaft, bewirkte das definitive Ende der Expansionsphase der Alten Eidgenossenschaft und leitete eine Phase der inneren Konflikte und einer Erstarrung der politischen Struktur ein. In der Folge verkümmerten die Schützenfeste über ein Jahrhundert lang.
Ab 1604 wurden in Solothurn, 1605 in Basel und 1608 in Zürich wieder Freischiessen gefeiert. Später hörte der Verband der Schützengesellschaften auf, weil das lokale Interesse das allgemeine eidgenössische verdrängt hatte.
Das alte Bewusstsein eidgenössischer Wehrhaftigkeit war aber nicht untergegangen. Die Liebe zur Waffe und zum Schiesswesen regte sich wieder und im Jahre 1802 wurde die erste neue waadtländische Schützengesellschaft gegründet, andere folgten auch in anderen Kantonen. Mit dem Militärreglement von 1817 wurden 20 Scharfschützenkompanien zu 100 Mann im Auszug und in der Reserve aufgestellt. Diese Schützenpioniere warben für das Schiesswesen beim Volk.
Im Zusammenhang mit der Restauration und Regeneration in der ersten Hälfte des 19. Jahrhunderts trat die Pflege der eidgenössischen Verbundenheit wieder mehr in den Vordergrund. Der Aargauer Schützenmeister Schmid-Guiot initiierte anlässlich des ersten eidgenössischen Freischiessens von 1824 in Aarau die Gründung des Schweizerischen Schützenvereins, der dann 1827 in Basel gegründet wurde.
Die Eidgenössischen Schützenfeste wurden nun wiederholt und gewannen an Ausdehnung und politischer Bedeutung. In den Jahren 1827 bis 1830 fand jährlich ein eidgenössisches Freischiessen statt, danach, von 1832 bis 1844, jedes zweite Jahr.
Die Finanzierung der Feste sowie die Ehrengaben (Geldprämien und Sachpreise für das Scheibenschiessen) bestanden aus freiwilligen Spenden, teilweise von Kantonen, Gemeinden und Schützenvereinen, teilweise von Privatpersonen.
Der Wert der gespendeten Ehrengaben  stieg von Fr. 10'000 in Aarau 1824 auf Fr. 60'000 in Chur 1842; (Der Franken war zu dieser Zeit definiert als 4,5 Gramm Feinsilber.)
das Freischiessen in Bern 1857 verfügte dann über eine Preissumme von bereits Fr. 179'000.
Die Prägung einer 4-Franken-Münze durch den Kanton Graubünden anlässlich des Schützenfestes in Chur 1842 begründete die Tradition der Schützentaler. Die Eidgenössische Münzstätte prägte solche Taler (in Grösse und Silbergehalt identisch mit Fünffrankenstücken) für die Feste von 1855 bis 1885. Die danach edierten Schützenmedaillen wurden auch Schützentaler genannt.

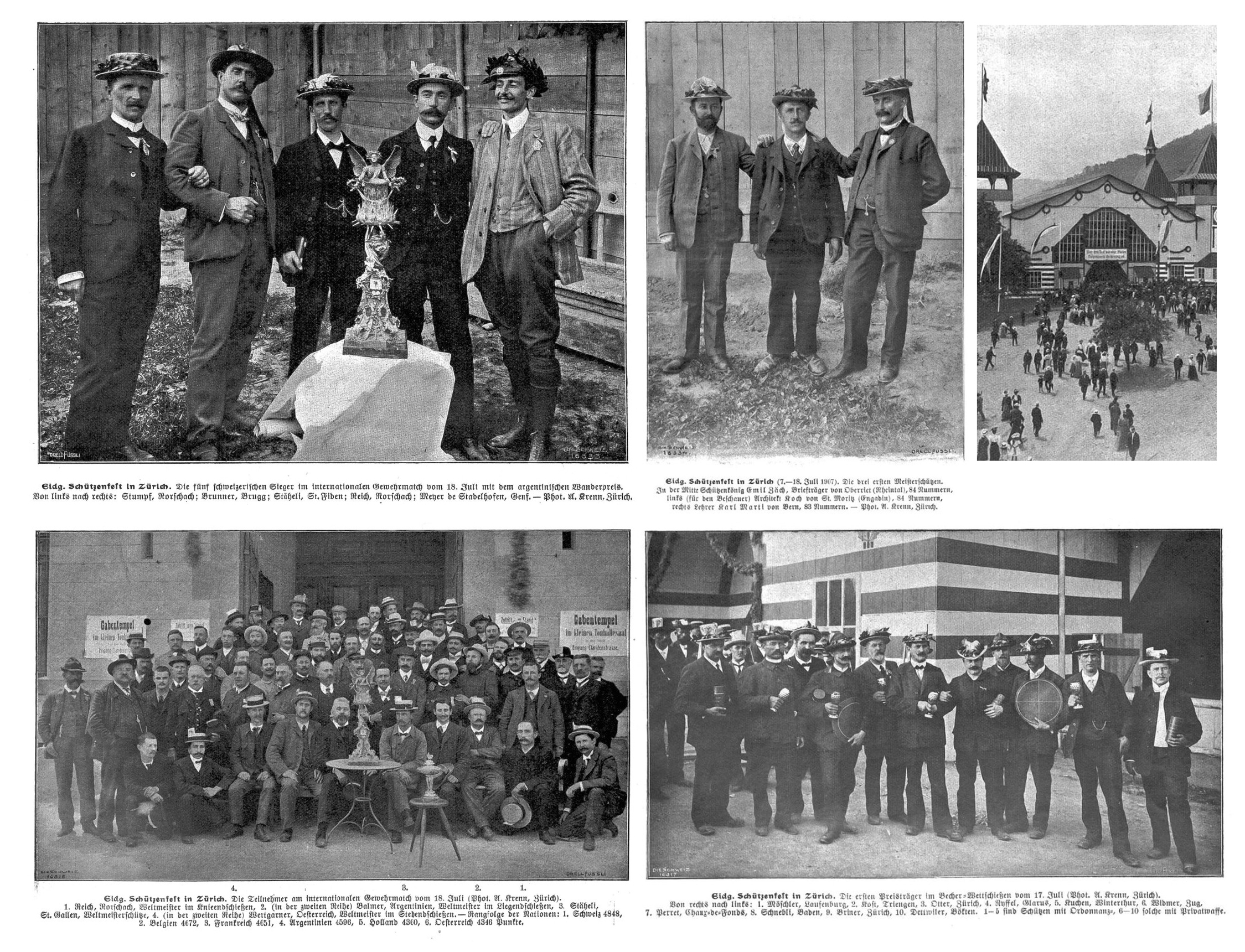
1907, Eidg. Schützenfest in Zürich.

Das Eidgenössische Schützenfest von 1849 in Aarau war das erste nach Gründung des modernen Schweizer Bundesstaates und feierte dessen Errungenschaften. Es erlangte durch Gottfried Kellers Das Fähnlein der sieben Aufrechten literarische Berühmtheit. Keller schildert die Schützenvereine und Eidgenössischen Schützenfeste als entscheidend für den Erhalt der direkten Demokratie im jungen Schweizer Bundesstaat. Der Dichter, 1849 selbst kein Teilnehmer, liess sich durch das glanzvolle Schützenfest anregen, das 1859 in Zürich stattfand.
Der Kern des Schützenfestes war das Scheibenschiessen, gewöhnlich auf eine Distanz von 350 Schritten, vor der Einführung des Vetterligewehrs 1870 mit Vorderladern (Stutzen).
Jeder Schützenverein führte eine Fahne mit, die in einer grossen Fahnenburg aufgestellt wurde, mit der eidgenössischen Schützenfahne zuoberst. Das Fest dauerte meist zehn Tage, und am Ende wurden die Preise in der Fahnenburg verteilt.
Täglich publizierte Fest-Zeitungen berichteten über Ankunft der Sektionen, Reden, Schiess-Statistiken und gewonnene Preise, nebst Publikation von Sachartikeln und Poesie.

## Eidgenössisches Schützenfest heute

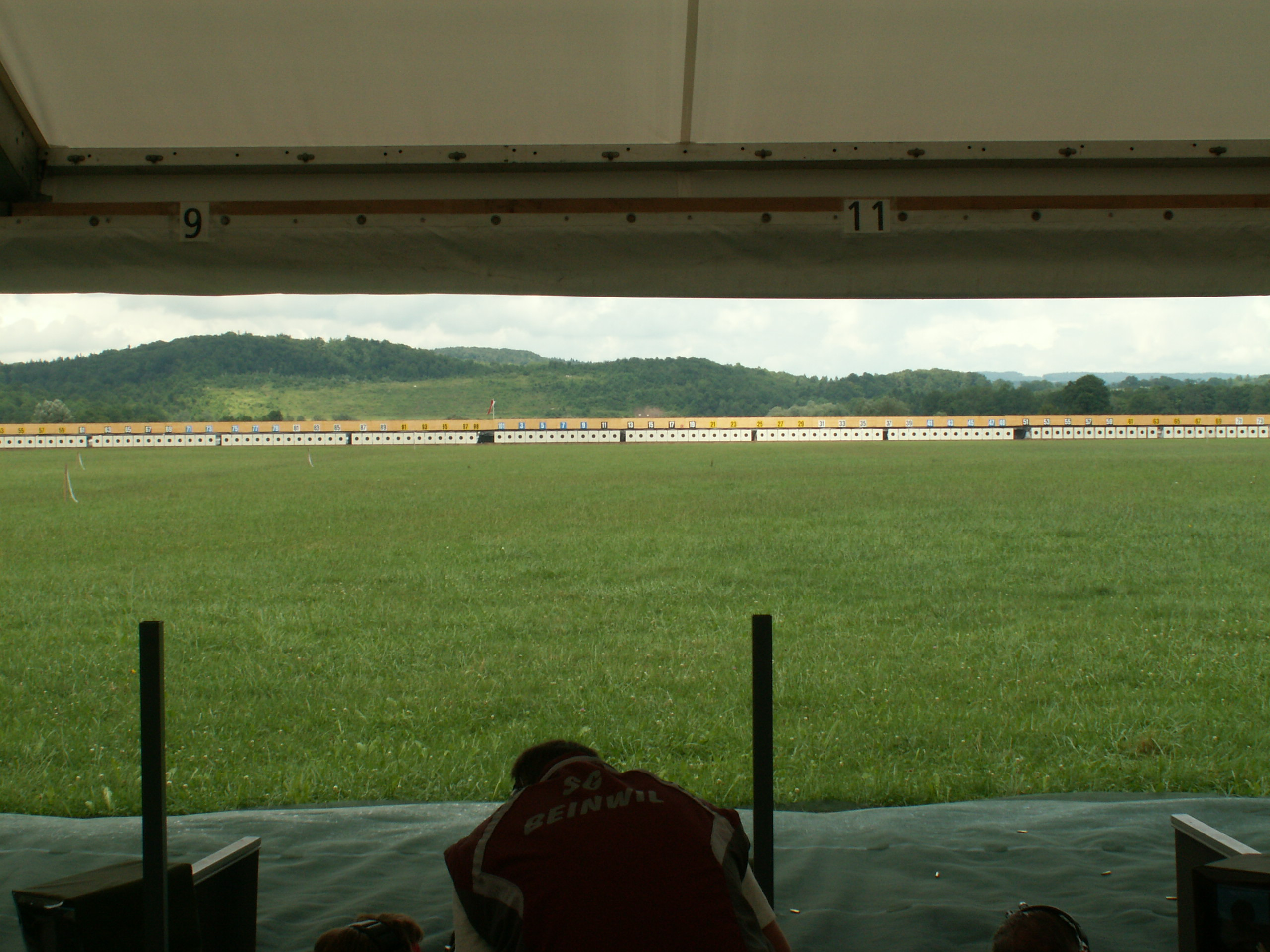
Blick vom Schiessstand in Richtung der 300-m-Scheiben beim Eidgenössischen Schützenfest in Frauenfeld (2005)

Seit 1985 findet das Eidgenössische Schützenfest alle fünf Jahre statt. Es handelt sich um eine sportliche Grossveranstaltung mit Sportfestcharakter. 2010 etwa besuchten rund 70'000 Personen das Eidgenössische Schützenfest in Aarau, 42'000 Schützen nahmen an den Wettkämpfen teil.
2020 wurde das Eidgenössische Schützenfest in Luzern infolge der COVID-19-Pandemie abgesagt und auf 2021 verschoben. Es wurde dezentral in der ganzen Schweiz ausgetragen. Am 11. Juli fand in Kriens und Emmen der Ausstich um die Schützenkönige in den sechs Disziplinen statt. Das Abschlussfest mit Absenden soll im Oktober[veraltet] in Luzern gefeiert werden.
Am jährlichen Eidgenössischen Feldschiessen nehmen rund 150'000 Teilnehmer teil. Es wird über das ganze Land verteilt, dezentral an jeweils zwei Tagen durchgeführt.

## Eidgenössische Schützenfeste
Das Eidgenössische Schützenfest wird vom Schweizer Schiesssportverband ausgerichtet. Es fand bisher an folgenden Orten statt:
- 1824: Aarau
- 1827: Basel
- 1828: Genf
- 1829: Freiburg
- 1830: Bern
- 1832: Luzern
- 1834: Zürich
- 1836: Lausanne
- 1838: St. Gallen
- 1840: Solothurn
- 1842: Chur (Quaderwiese)
- 1844: Basel
- 1847: Glarus
- 1849: Aarau
- 1851: Genf
- 1853: Luzern
- 1855: Solothurn
- 1857: Bern
- 1859: Zürich
- 1861: Stans
- 1863: La Chaux-de-Fonds
- 1865: Schaffhausen
- 1867: Schwyz
- 1869: Zug
- 1872: Zürich
- 1874: St. Gallen
- 1876: Lausanne
- 1879: Basel
- 1881: Freiburg
- 1883: Lugano
- 1885: Bern
- 1887: Genf
- 1890: Frauenfeld
- 1892: Glarus
- 1895: Winterthur
- 1898: Neuenburg
- 1901: Luzern
- 1904: St. Gallen
- 1907: Zürich
- 1910: Bern
- 1924: Aarau
- 1929: Bellinzona
- 1934: Freiburg
- 1939: Luzern
- 1949: Chur
- 1954: Lausanne
- 1958: Biel
- 1963: Zürich
- 1969: Thun
- 1979: Luzern
- 1985: Chur
- 1990: Winterthur
- 1995: Thun
- 2000: Bière
- 2005: Frauenfeld
- 2010: Aarau
- 2015: Raron/Visp
- 2021: Luzern (ESF2020)
- 2026: Chur